# Austin A40 Devon
Austin A40 Devon (та подібний 2-дверний A40 Dorset) — легкові автомобілі, що продавались компанією Austin у 1947—1952 рр. Перші післявоєнні седани компанії; у них поєднувались нові та старі технології. Британська преса, що анонсувала автомобілі на Паризькому автосалоні 22 жовтня 1947 р. була розчарована їх консервативним виглядом. До появи наступника (Austin A40 Somerset) у 1952 р. було виготовлено більше 450 тис. авт.

## Короткий технічний опис
Попри новий кузов Devon (та Dorset) мав рамну конструкцію. Двигун — рядний 4-циліндровий (OHV — з верхнім розташуванням клапанів), робочим об'ємом 1,2 л та потужністю 40 к.с. при 4200 об/хв. Передня підвіска була незалежна пружинна, задня — залежна на напівеліптичних ресорах. Барабанні гальмівні механізми усіх коліс (марка Girling, діаметр барабана 229 мм) мали гідравлічний привід спереду та механічний ззаду. На пізніх автомобілях гальмівний привід усіх коліс став гідравлічний, важіль перемикання передач розміщували на кермі.
Devon, що мав 4-дверний кузов був успішніший аніж 2-дверний Dorset, котрий припинили виготовляти у 1949 р., виконавши всього 15939 авт.
Універсал «Countryman» виготовлявся до 1956 р. Також існували варіанти фургон та пікап.
Devon був першим післявоєнним «Остіном», що збирався у Новій Зеландії. Його машинокомплекти збирались на заводі Austin Distributors Federation у Петоуні. Деякі екземпляри досі експлуатують.[джерело?]

У 1948 р. у Лонгбриджі створили прототип A40 Dorset Tourer. Хоч у Англії він ніколи серійно не виготовлявся, різні версії А40 Tourer виготовляли у Австралії з вересня 1948 р.

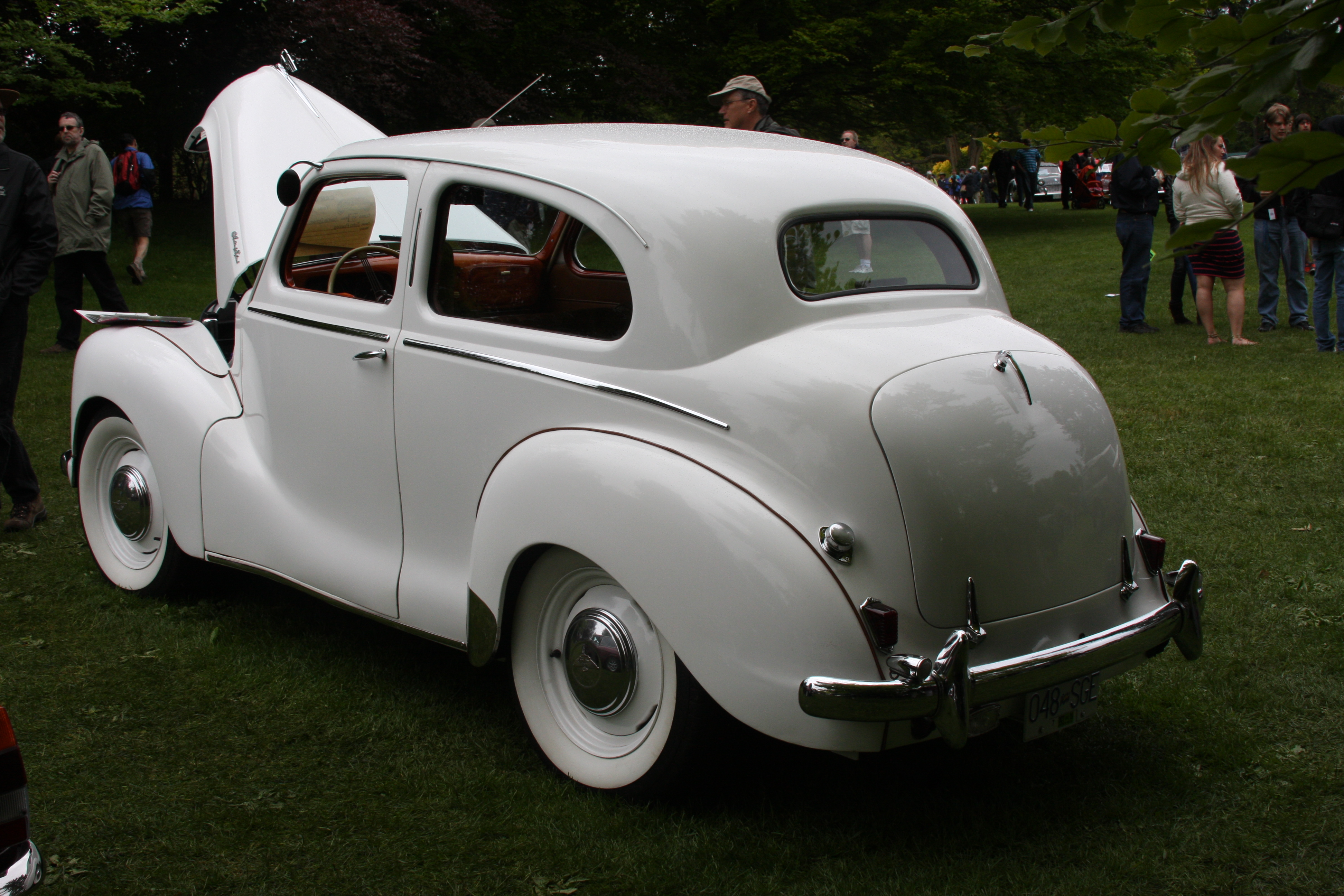
Austin A40 Dorset
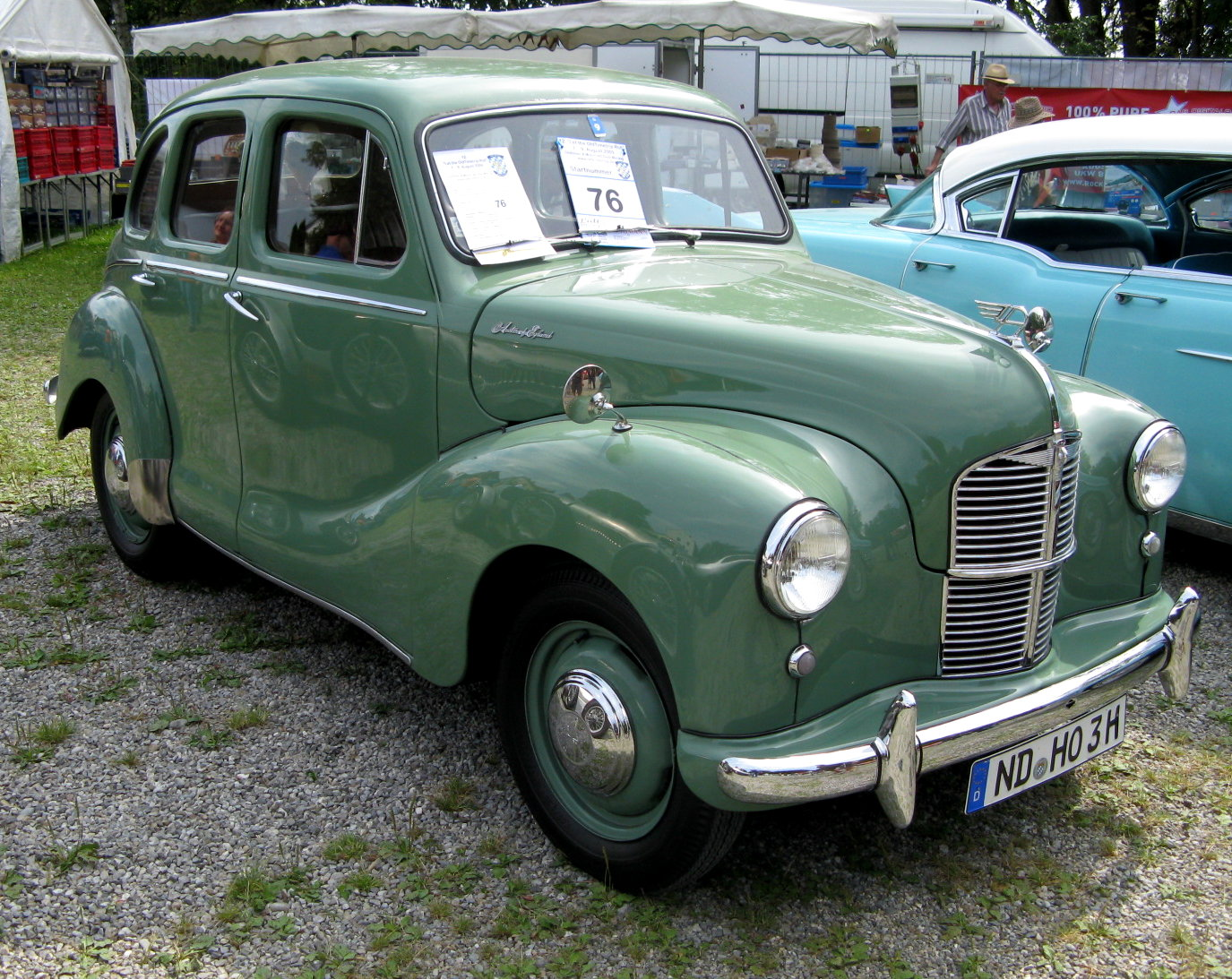
Austin A40 Devon Saloon
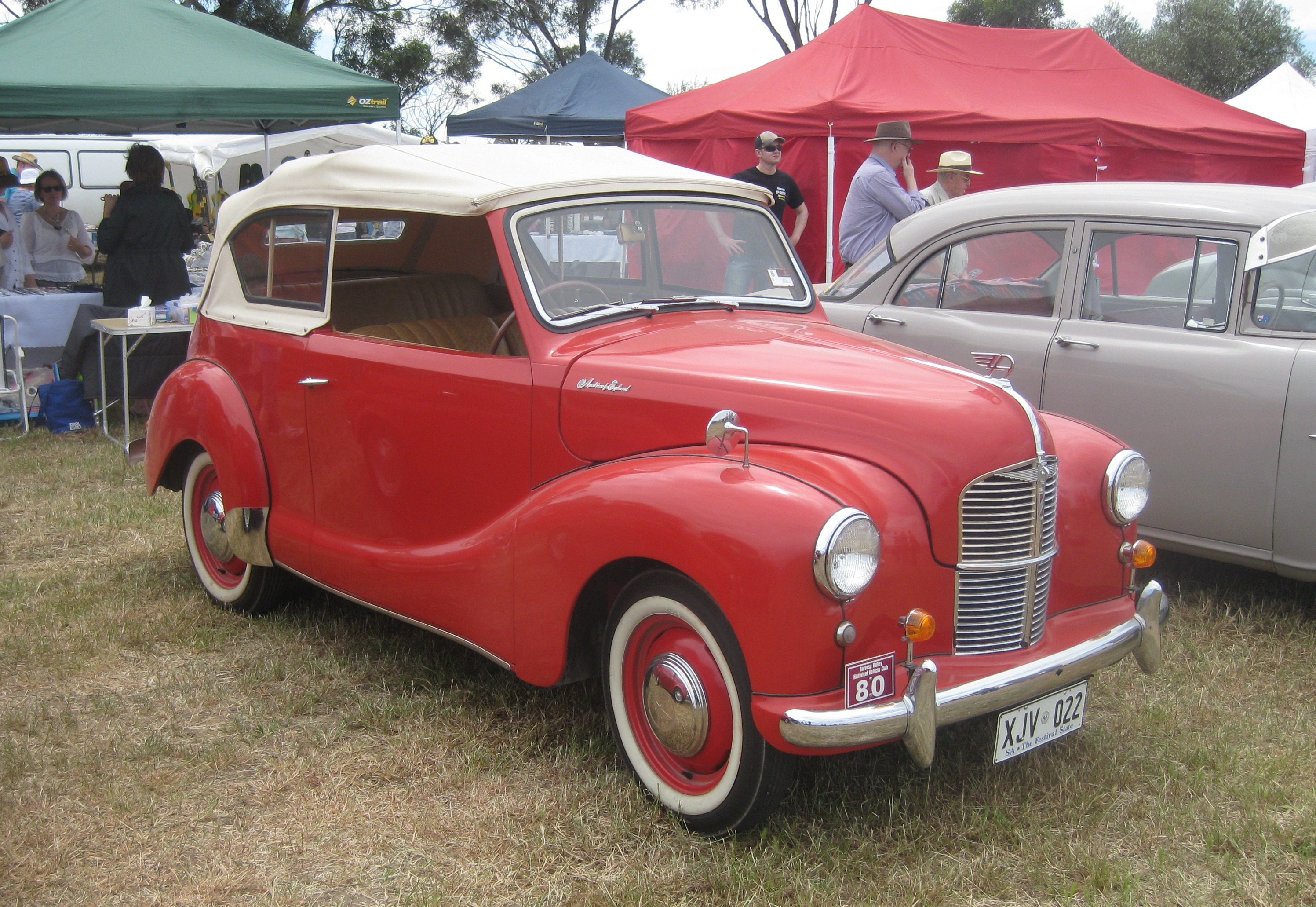
Austin A40 Tourer
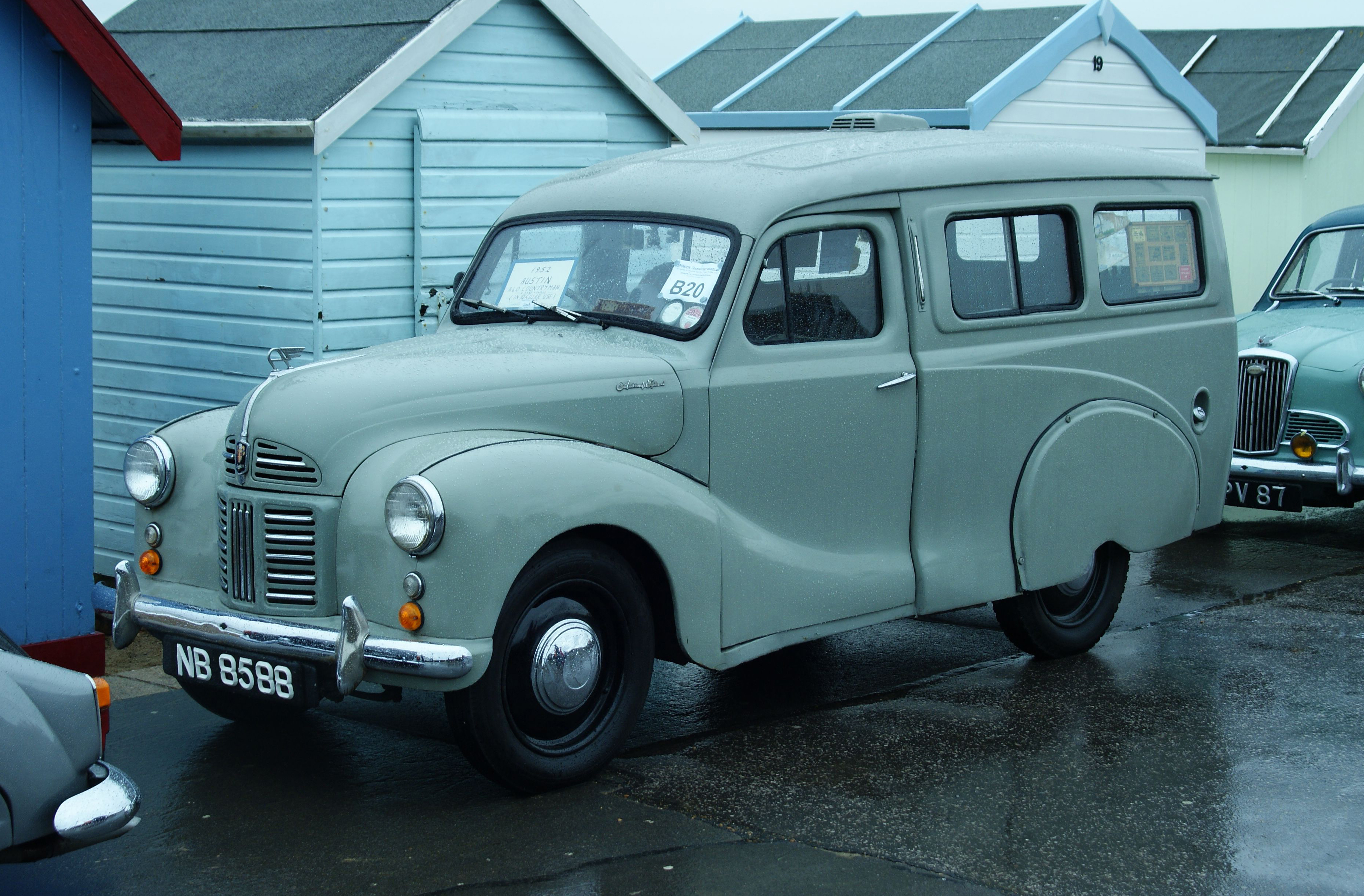
Austin A40 Countryman
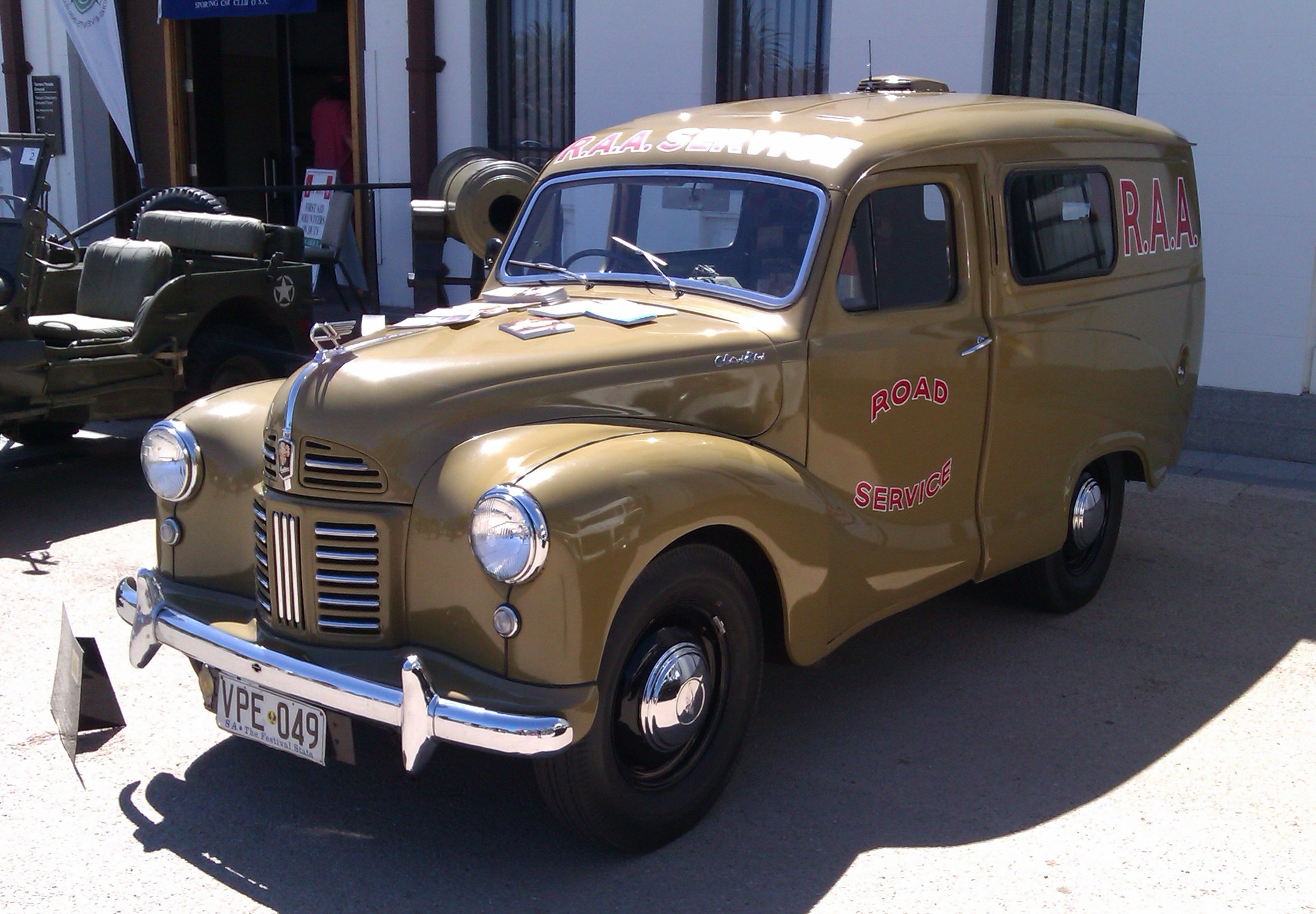
Austin A40 Van
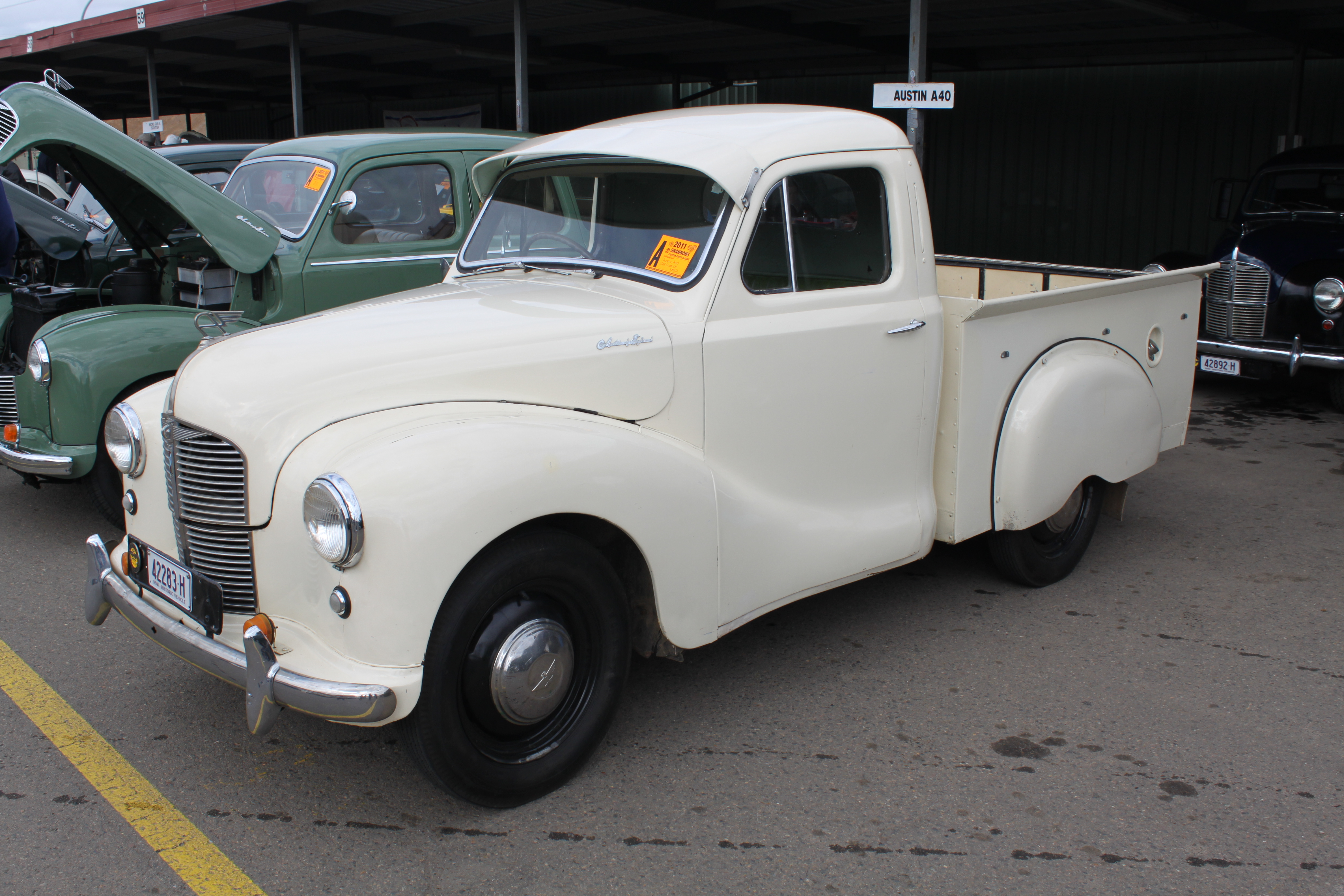
Austin A40 Pick-up

## Динамічні характеристики
Протестований у 1948 р. журналом The Motor автомобіль мав максимальну швидкість 70 миль/год (97 км/год), розгін 0—60 миль/год (97 км/год) за 37,2 с. Витрата палива становила 34,1 милі на імперський галон (8,3 л/100 км, 28.4 mpg‑US). Коментатори також відзначали відмінне перемикання передач (на 4-ступеневій коробці з напідлоговим важелем, що зустрічалась на ранніх моделях) та плавну роботу зчепленя. Гальма, однак, вимагали доволі сильного натискання педалі, для максимального результату.

## Продаж
Завдяки хорошому відношенню ціна/якість автомобіль добре продавався.

## Austin A40 Sports

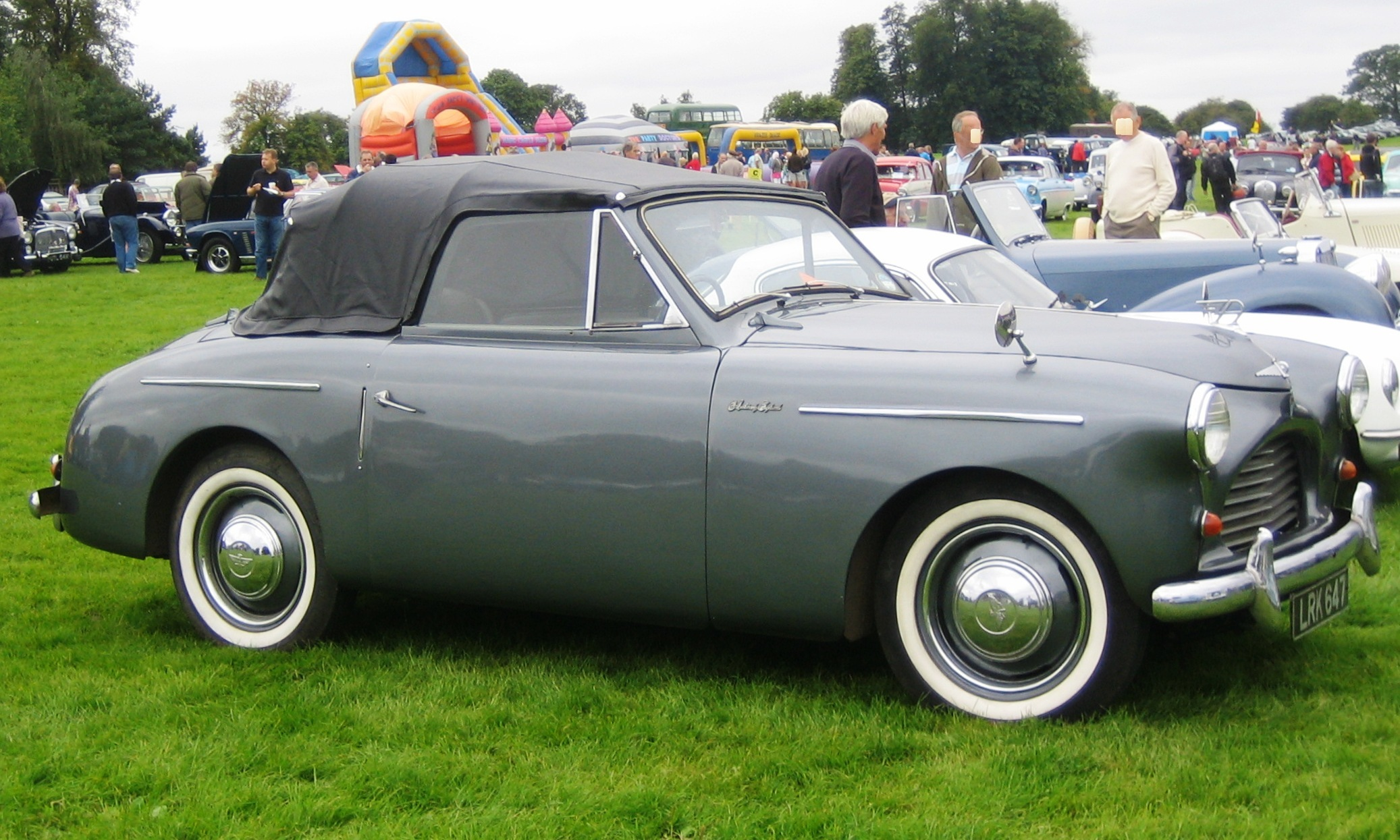
Austin A40 Sports (1951) створений у співпраці з Jensen Motors, на базі Austin A40 Devon. Дизайнер — Ерік Ніл з Jensen Motors

Austin A40 Sports виник у результаті співпраці Austin та Jensen Motors. Побачивши Jensen Interceptor Леонард Лорд (голова плавління Austin) дав замовлення Дженсену на розробку кузова для агрегатів А40. Центральна частина шасі для забезпечення жорсткості була модифікована. A40 Sports комплектувався 1,2 л двигуном потужністю 46 к.с. (34 кВт) з подвійним карбюратором SU. З компанії Jensen кузова поставлялись на завод Austin у Лонгбриджі де було виготовлено приблизно 4011 таких автомобілів.

## Зовнішні посилання
- Austin Counties Car Club [Архівовано 10 березня 2022 у Wayback Machine.]
- Austin Memories, History of Austin and Longbridge [Архівовано 23 лютого 2011 у Wayback Machine.]
- Video of 1948 Austin Devon Drag-car Testing
- Video of 1948 Austin Devon dragster[недоступне посилання з лютого 2019]